# Файнс, Ричард, 6-й барон Сэй и Сил
Ричард Файнс (англ. Richard Fiennes; примерно 1520 — 3 августа 1573) — английский аристократ, де-юре 6-й барон Сэй и Сил с 1528 года. Сын Эдуарда Файнса, 5-го барона Сэя и Сила, и его жены Маргарет Дэнверс. После смерти отца унаследовал семейные владения и права на титул, но его ни разу не приглашали в Палату лордов. Некоторое время Файнс находился под опекой Генри Норриса. Он выполнял обязанности мирового судьи в Оксфордшире (1545, 1547), представлял это графство в Палате общин (1547), был его шерифом в 1550 и 1557 годах, шерифом Бакингемшира в 1550 и 1558 годах. Между 1567 и 1569 годами Файнса посвятили в рыцари.
Сэр Ричард был женат на Урсуле Фермор, дочери сэра Ричарда Фермора и Анны Браун. В этом браке родились сын Ричард (примерно 1557—1613), 7-й барон Сэй и Сил, и дочь Элизабет, жена сэра Уильяма Турпина.